# Рубен, Вальтер

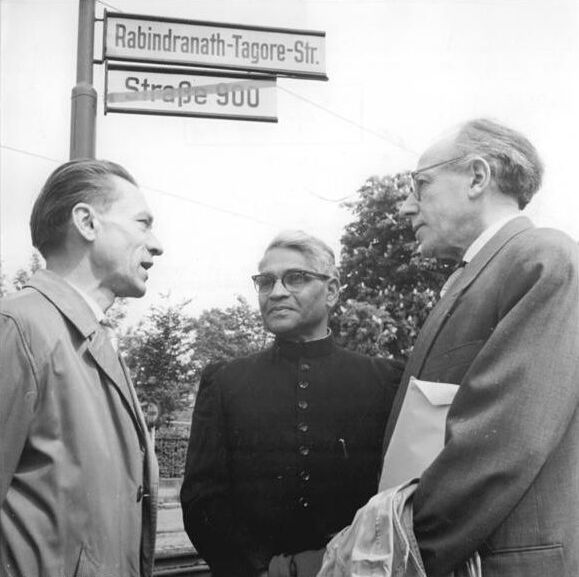
Улице присвоили имя Рабиндраната Тагора. Вальтер Рубен с коллегами

Вальтер Рубен (26 декабря 1899 года, Гамбург, Германская империя — 7 ноября 1982 года, Берлин, Германская Демократическая Республика) — немецкий индолог.

## Биография
Родился в семье гамбургского купца. Он посещал Гимназию Вильгельма в своем родном городе и брал частные уроки санскрита у норвежского лингвиста Стена Конова .
В 1917 году Рубен начал изучать индологию, греческий и латинский языки и философию в Гамбурге, а затем занимался в 1919 году в Бонне под руководством Германа Георга Якоби. Рубен уехал в Берлин на три семестра, чтобы посещать мероприятия известного учёного-индолога Генриха Людерса.
В 1924 году он получил докторскую степень в Бонне, защитив диссертацию «Об индийской эпистемологии. Доктрина восприятия в ньяясутрах» . В 1927 году последовала хабилитация. В 1927 году в Бонне он присоединился к «Красным студентам» и стал членом организации «International Workers Aid» (Международная помощь рабочим).
В 1931 году Рубен стал частным преподавателем индийской филологии в Университете Франкфурта-на-Майне .
В 1935 году Рубен принял приглашение на должность профессора индологии в университете Анкары из-за национал-социалистической культурной политики Германии, которая стала проводиться с помощью Людерса, а затем Брелоера. После трёхлетнего отпуска для преподавания там он остался в Турции как политический эмигрант, после чего немецкие власти в качестве наказания отозвали его лицензию на преподавание во всех немецких университетах.
В 1948 году Рубен оставил Университет Анкары и уехал в Чили. В университете Сантьяго-де-Чили Рубен был профессором этнологии индийской культуры.
В 1950 году Рубен вернулся в Германию (ГДР). Занял должность профессора в Университете Гумбольдта в Берлине и был назначен директором Института исследований Индии. Рубен занимал эту должность до 1965 года. В 1955 году Вальтер Рубен был также заместителем директора, а с 1962 по 1965 год директором Института востоковедения Немецкой академии наук в Берлине. В 1963—1968 годы Рубен был секретарем отдела языка, литературы и искусства Академии наук ГДР.
Свои многочисленные работы Рубен посвятил прежде всего истории и культуре Индии и анатолийско-восточного региона, а также народов Юго-Восточной Азии.
Последние годы жизни Вальтер Рубен провёл в берлинском районе Грюнау. Скончался 7 ноября 1982 года. Похоронен на кладбище Вальдфридхоф-Грюнау .

## Награды и почётные звания
- 1955: Действительный член Академии наук ГДР.
- 1959: Национальная премия ГДР III. Класс науки и техники